# Hornsea
Hornsea est une station balnéaire et paroisse civile dans le Yorkshire de l'Est. Au large de ses côtes se trouve le parc éolien de Hornsea Project One, plus grand parc éolien offshore du monde.